# Maartje Scheepstra
Maartje Scheepstra (Angguruk, Indonésia, 1 de abril de 1980) é uma jogadora de hóquei sobre a grama nascida na Indonésia e naturalizada neerlandesa que já atuou pela seleção dos Países Baixos.

## Olimpíadas de 2004
Maartje conquistou uma medalha de prata nos Jogos Olímpicos de Atenas de 2004. A seleção neerlandesa chegou às semifinais após terminar a fase de grupos do torneio em primeiro lugar, com quatro vitórias em quatro jogos. Em 24 de agosto, os Países Baixos derrotaram a Argentina por 4 a 2, conseguindo vaga na grande final, que foi disputada dois dias depois contra as alemãs. Na decisão, a Alemanha venceu por 2 a 1, e Maartje ficou com a prata.